# وازلین
وازلین C25<ub>H52 (به انگلیسی: Vaseline) نام تجاری ژله پترولیوم است که مخلوطی از هیدروکربن‌های سنگین تشکیل شده و در سال ۱۸۷۲ توسط شرکت انگلیسی-هلندی یونیلیور به بازار عرضه شد.

## کاشف وازلین
در سال ۱۸۵۹ شیمی‌دان ۲۲ ساله‌ای به نام رابرت چیزبرو (Robert Chesebrough) به تیتوسویل، یک شهر کوچک پنسیلوانیا که اخیراً نفت در آن کشف شده بود، سفر کرد. او که تحقیقاتی در یک چاه نفت انجام می‌داد، متوجه شایعاتی میان کارگران در مورد ماده‌ای ژله مانند شد که مرتباً وارد اجزا مختلف تجهیزات می‌شود و عملکرد قطعات را مختل می‌کند.
رابرت چیز برو هنگام مشاهده کارگران نفت، توجه داشت که کارگران چگونه پوست خود را با بقایای مواد نفتی روی مته آغشته می‌کنند تا به بهبودی بریدگی و سوختگی آنها کمک کند.
او دریافت این ماده ژله ایی یک محصول جانبی فرایند حفاری بود، دارای خاصیت شفابخشی برای پوست است. وقتی چیزبرو کمی از این ماده شگفت‌انگیز را به آزمایشگاه برد تا بر روی آن آزمایش انجام دهد، بررسی‌هایش سرانجام به ساخت محصول معروف و پرکاربرد وازلین منجر شد.

ژل پترولیوم یا پترولاتیوم که با نام وازلین شناخته می‌شود نوعی روغن معدنی است که رابرت آگوستوس چیسبوری در سال ۱۸۵۹ آن را کشف کرد. وازلین در حقیقت ترکیبی از پارافین، واکس میکرو کریستالی و مواد معدنی می‌باشد. 

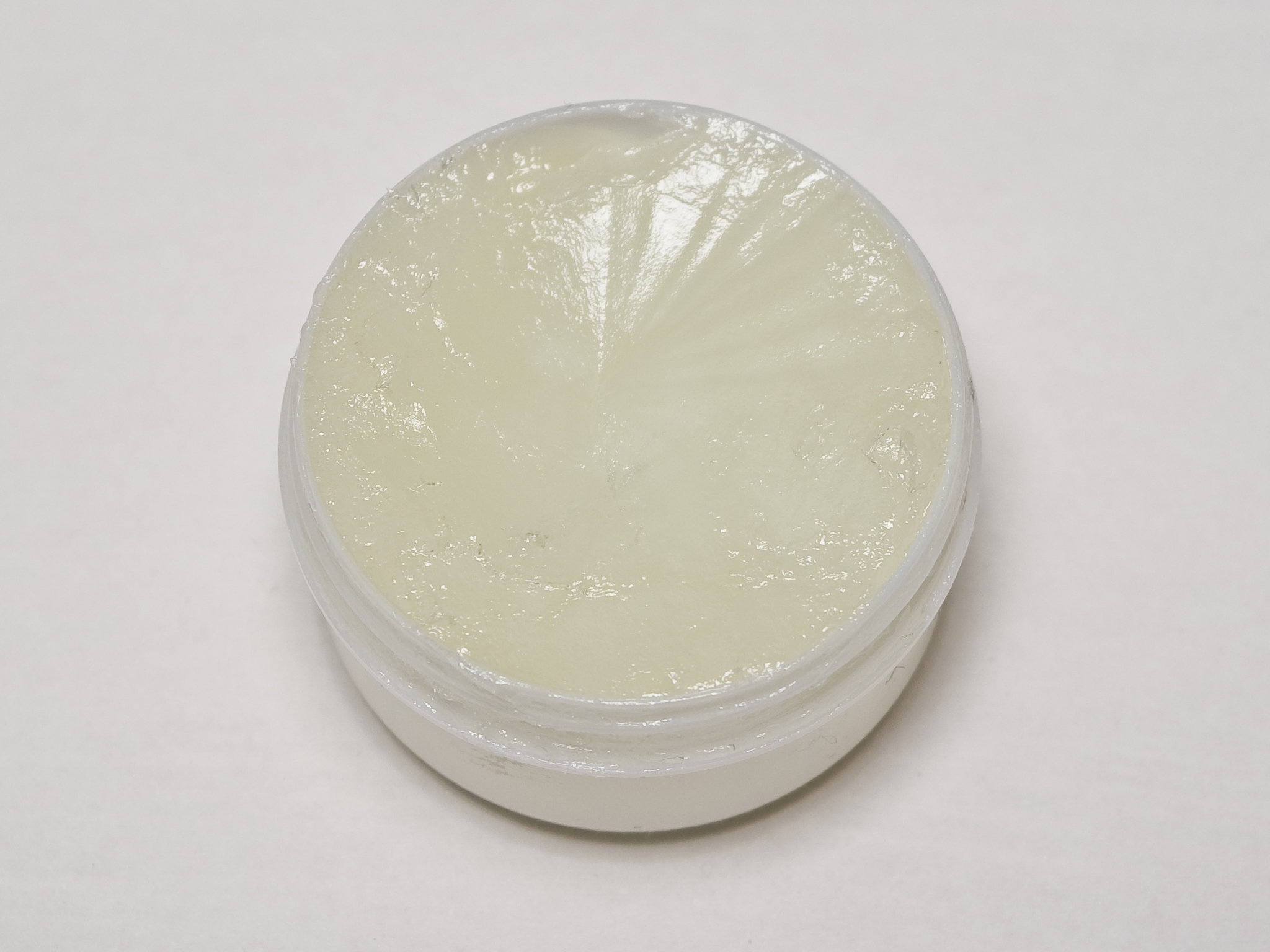
وازلین

## کاربردها
وازلین به عنوان روانکار استفاده می‌شود و همچنین به عنوان مرطوب‌کننده بافت پوست در تولید کرم و لوسیون کاربرد دارد. وازلین می‌تواند برای محافظت از زخم و سوختگی‌های پوستی مورد استفاده قرار گیرد.